# Perfect Replacement
"Perfect Replacement" é uma canção do cantor britânico Example. Lançado como terceiro single de seu quinto álbum de estúdio, The Evolution of Man. Ele foi interpretado em 24 de fevereiro de 2013 em sua turnê no Reino Unido. A canção foi escrita por Elliot Gleave e Feed Me, este último, também fez a produção da música.

## Antecedentes e lançamento
"Perfect Replacement" recebeu a sua estreia ao vivo em agosto de 2012 no V Festival, e foi tocada em 17 de setembro de 2012, no iTunes Festival. A faixa teve sua estreia no rádio no programa de Greg James pela BBC Radio 1, transmitida em 15 de novembro de 2012, onde Gleave anunciou que ela seria lançada como single.
Em 6 de dezembro de 2012, os remixes por EP's foram anunciados. O single foi devido à característica de remixes de R3hab & Hard Rock Sofa, Danny Howard, Datsik, Route 94 e Toyboy & Robin. No entanto, o remix de Route 94 não foi concluído em tempo para ser lançado. Remixes de Danny Howard e R3hab & Hard Rock Sofa foram enviados para o canal do YouTube da Ministry of Sound em 21 de dezembro de 2012 e 2 de janeiro de 2013, respectivamente, enquanto o remix de Datsik foi carregado no canal UKFDubstep, da UKF Music.

## Faixas
| Download digital |                                                                   |         |  |
| N.º              | Título                                                            | Duração |  |
| 1.               | "Perfect Replacement" (Radio Edit)                                | 3:27    |  |
| 2.               | "Perfect Replacement" (Extended Mix)                              | 5:18    |  |
| 3.               | "Perfect Replacement" (Danny Howard Remix)                        | 5:57    |  |
| 4.               | "Perfect Replacement" (R3hab & Hard Rock Sofa Extended Vocal Mix) | 6:29    |  |
| 5.               | "Perfect Replacement" (Datsik Remix)                              | 4:05    |  |
| 6.               | "Perfect Replacement" (Toyboy & Robin's 1999 Remix)               | 3:57    |  |

## Posições
| Tabela musical (2013)            | Melhor posição |
| -------------------------------- | -------------- |
| Irlanda (IRMA)                   | 56             |
| Escócia (Scottish Singles Chart) | 38             |
| Reino Unido (UK Dance Chart)     | 9              |
| Reino Unido (OCC UK Indie)       | 7              |
| Reino Unido (UK Singles Chart)   | 46             |

## Histórico de lançamento
| País        | Data                    | Formato          | Gravadora         |
| ----------- | ----------------------- | ---------------- | ----------------- |
| Reino Unido | 24 de fevereiro de 2013 | Download digital | Ministry of Sound |